# Stade Henri-Cavallier
Le stade Henri-Cavaillier est le stade de l'Union sportive Fumel Libos situé à Fumel en Lot-et-Garonne, dans la région Nouvelle-Aquitaine

## Infrastructures
Les équipements sportifs comprennent, le stade et de ses tribunes, un terrain mixte de rugby à XV et de football, une piste d'athlétisme, 3 courts de tennis en terre battue, une ancienne piscine chauffée avec plongeoirs avec plateformes de 5, 7.5 et 10 mètres, un gymnase dotée de gradins où l'on pratique le basket-ball ou le handball, un fronton de pelote basque et une salle des fêtes. 

## Historique
La construction du Parc des sports fut réalisé entre 1940 et 1942 suite l'initiative de Jean Cavallier, Directeur de l'usine de Fumel (Société Minière et Métallurgique du Périgord (SMMP)). Ce stade est dédié à son père Henri Cavallier.
La mairie de Fumel a acheté le stade en 1991 à l'usine de Fumel (devenue (SADEFA)). 
En 2008, le Ministère de la Culture et de la Communication a attribué le « Label Patrimoine du XXe siècle » au parc des sports Henri-Cavallier,,. Le label Patrimoine du XXe siècle concrétise l’attention portée par l’État à la connaissance, la conservation et la mise en valeur du patrimoine architectural et urbain du XXe siècle, patrimoine très exposé.
En rappel de l'usine qui a financé les travaux, des tuyaux de fonte ductile fabriqués sur place ont été érigés pour réaliser l'entrée du stade.
Le site est inscrit aux Monuments historiques par un arrêté du 9 juillet 2021

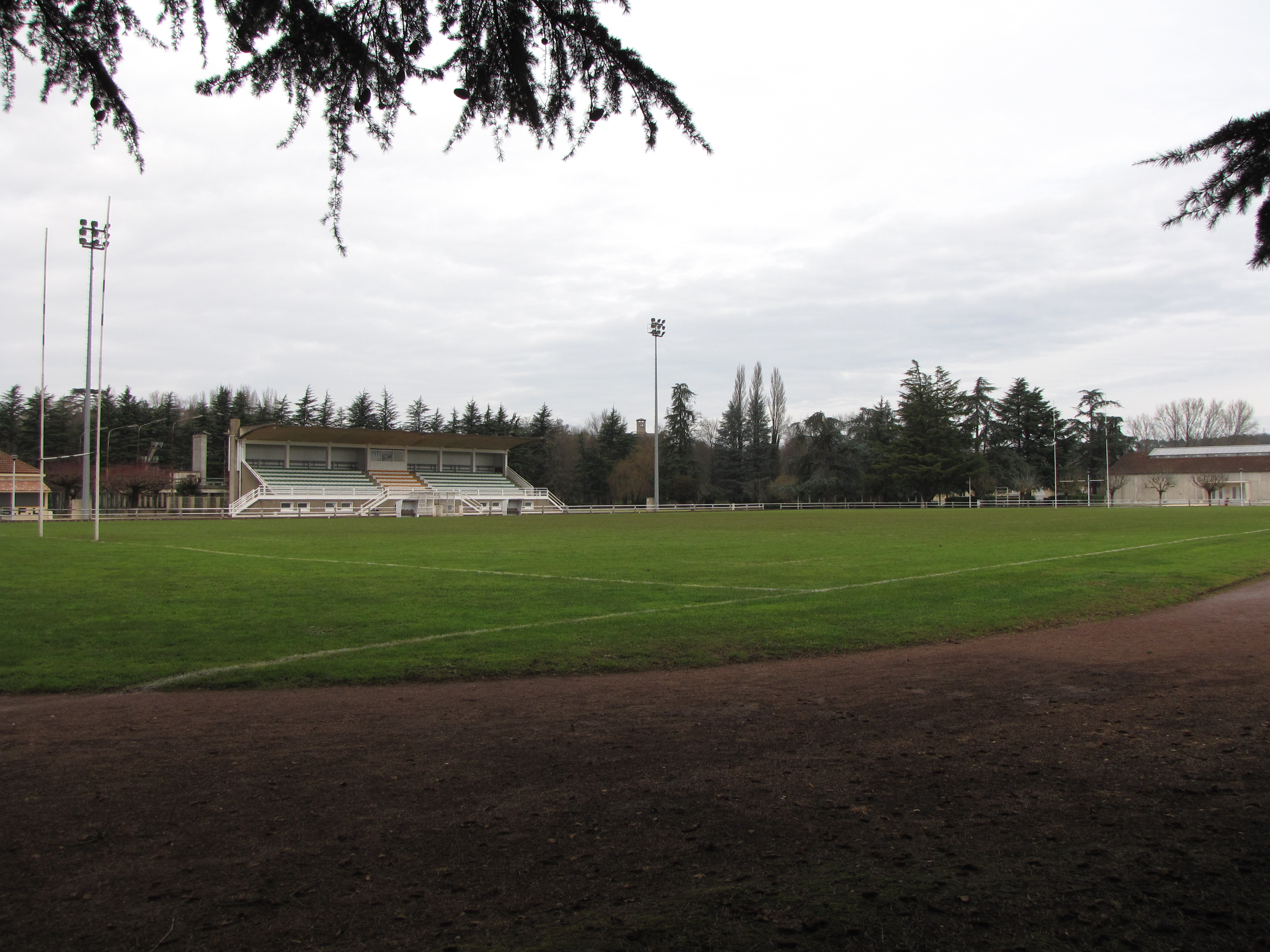
Tribune d'honneur du stade Henri-Cavallier.